# Kazimierz Zielenkiewicz
Kazimierz Józef Zielenkiewicz, „Caziel” (ur. 16 czerwca 1906 w Sosnowcu k. Sędziszowa, zm. 25 sierpnia 1988 w Isle Brewers) – polski malarz, przedstawiciel École de Paris, tworzący od 1937 we Francji i Wielkiej Brytanii.

## Życiorys

### Młodość
We wczesnym dzieciństwie wyjechał z rodzicami do Rosji i mieszkał w Moskwie. Jego siostrą była polska aktorka Maria Żabczyńska. Po wybuchu rewolucji październikowej nie udało im się powrócić na ziemie polskie, więc przeprowadzili się do Krasnojarska. Kazimierz zarabiał na życie, pozując jako model na lekcjach rysunku w szkole artystycznej. Uczniowie uważali go za protegowanego dyrektora i zachęcali go do nauki rysunku i sztuki.
W 1920 rodzinie Zielenkiewiczów udało się wyjechać do Polski, a Kazimierz postanowił wówczas, że będzie artystą. Do szkoły średniej uczęszczał w Warszawie, tu spotkał artystów tworzących pod silnym wpływem szkoły paryskiej. Biorąc z nich przykład, namalował swoje pierwsze obrazy. W 1927 r. rozpoczął studia w Szkole Sztuk Pięknych w pracowniach Tadeusza Pruszkowskiego i Władysława Skoczylasa. Od 1932 był członkiem Loży Wolnomalarskiej – grupy artystycznej założonej przez prof. Pruszkowskiego i składającej się z jego studentów, którzy wystawiali swoje prace m.in. w Instytucie Propagandy Sztuki i Salonie Sztuki Czesława Garlińskiego. Dwa lata później wstąpił do Bloku Zawodowych Artystów Plastyków.

### Pobyt we Francji (1937–1968)
W 1936 ukończył studia, a w następnym roku otrzymał stypendium, które umożliwiło mu wyjazd do Paryża. Uległ tam fascynacji twórczością Pabla Picassa, z którym zaprzyjaźnił się w 1948 r. do tego stopnia, że dzielili pracownię. W 1938 r. przyjechał do Polski, aby zrealizować zamówienie na freski w Obserwatorium Astronomiczno-Meteorologicznym na szczycie Pop Iwan. Po wybuchu II wojny światowej zgłosił się na ochotnika do polskiej formacji przy armii francuskiej, ale po upadku Francji powrócił do Paryża.
W 1940 poślubił poznaną podczas studiów Lutkę Pink, z którą był zaręczony od 1938. Z powodu jej żydowskiego pochodzenia groziło jej aresztowanie i śmierć, dlatego para zdecydowała się przyjąć zaproszenie Jana Wacława Zawadowskiego i wyjechać do Orcel koło Aix-en-Provence. Zawadowski stworzył w swojej posiadłości nieformalny ośrodek kultury polskiej, gdzie wielu artystów otrzymało zarówno schronienie, jak i miejsce, w którym mogli swobodnie tworzyć. Okres ten był dla Kazimierza Zielenkiewicza czasem wyjątkowej płodności artystycznej. Powstałe wówczas obrazy to najczęściej pejzaże noszące silne cechy postimpresjonizmu i wyróżniające się intensywną kolorystyką. Kazimierz Zielenkiewicz poznał w tym okresie malarstwo Paul Cézanne’a, które miało niebagatelny wpływ na jego dalszą drogę artystyczną. Aby oddać hołd wielkiemu artyście, stworzył serię aktów kobiecych przy użyciu prostych kolorów, z zastosowaniem nietypowej głębi i perspektywy oraz z charakterystycznymi, wyraźnymi konturami. Poświęcił mu również cykl miniatur z Mont Sainte Victorie.
Po powrocie do Paryża w 1946 r. Zielenkiewicz wziął udział w Międzynarodowej Wystawie Malarstwa Nowoczesnego, która miała miejsce w Musée d’Art Moderne. W tym samym roku stworzył dekoracje do pawilonu polskiego na wystawie UNESCO. W 1947 r. w Gallerie Allard miała miejsce pierwsza wystawa indywidualna twórczości Kazimierza Zielenkiewicza, który od tego wydarzenia zaczął sygnować swoje prace pseudonimem „Caziel”. Pomiędzy 1947 a 1949 stworzył serię postkubistycznych aktów charakteryzujących się chromatyczną gamą barw, w której dominowały szarości, brązy i błękity. W tym okresie powstała też grupa małych obrazów, których kanwą był francuski surrealizm oraz twórczość grupy Cobra. W obrazach, które powstały po 1948 r., zauważalny jest subtelny wpływ abstrakcji znanej z obrazów Joana Miró i Jeana Arpa.
Pomiędzy 1948 a 1956 Zielenkiewicz uczestniczył w Salonach Majowych. Dla tego okresu charakterystyczne są obrazy wielkiego formatu, w których kluczową rolę odgrywał stosunek pomiędzy przestrzenią a wewnętrznymi rytmami kompozycyjnymi oraz relacja wyobrażonych figur pomiędzy sobą a tłem. Na początku lat 50. XX wieku jego twórczość zaczęła obejmować barwne wzory geometryczne. W 1951 Musée National d’Art Moderne zakupiło jedną z jego monumentalnych prac. W 1952 r. rozstał się z Lutką Pink. Poznał wówczas pochodzącą ze Szkocji malarkę Catherine Sinclair, córkę Archibalda Sinclaira i postanowili zamieszkać w Ponthévrard w regionie Île-de-France. Po roku otrzymał zamówienie z Watykanu na cztery wielkoformatowe obrazy do kolekcji Muzeum Modernistycznej Sztuki Sakralnej. Równocześnie pracował nad projektem fresków dla francuskiego architekta Jeana Ginsberga.
W 1956 r. miała miejsce sprawa sądowa, która zakończyła jego małżeństwo z Lutką Pink. Wówczas oświadczył się Catherine Sinclair i pierwszy raz odwiedził jej rodzinę w Wielkiej Brytanii. Rok później poślubił Catherine, a w 1958 urodziła się im córka Clementine. W 1963 r. otrzymał zamówienie na polichromie dla Tollemache House, a także na dekorację wnętrza sali bankietowej w Pentland Hotel w Thurso w Szkocji. Pierwsza wystawa indywidualna Caziela w Wielkiej Brytanii miała miejsce w 1966 w Grabowski Gallery, kolejne odbyły się w latach 1968 i 1975.

### Wielka Brytania (1968–1988)
Prawdopodobnie to Mateusz Grabowski zachęcił Caziela do zamieszkania w Wielkiej Brytanii. W latach 1968 i 1970 jego prace uczestniczyły w wystawach zbiorowych w londyńskim Royal Academy of Arts. W międzyczasie, w 1968 r., razem z rodziną przeprowadził się do Wielkiej Brytanii, gdzie zamieszkali w przebudowanym starym młynie w Isle Brewers koło Taunton w hrabstwie Somerset. Pomiędzy rokiem 1967 a 1970 tworzył pod wpływem twórczości Kazimierza Malewicza, a w jego pracach zauważalne są relacje geometrycznych form o żywych barwach z neutralnym, białym tłem. W 1978 r. w warszawskim Muzeum Narodowym miała miejsce wystawa zbiorowa malarstwa artystów z kręgu Tadeusza Pruszkowskiego, w której uczestniczyły również prace Caziela; siedem z nich ofiarował do zbiorów muzeum. W 1983 r. jego grafiki prezentowano podczas Letnich Targów Maids Gallery House w North Perth.
Kazimierz Zielenkiewicz zmarł w 1988 r. Jednym z zapisów w jego testamencie było przekazanie dziesięciu obrazów dla Muzeum Narodowego w Warszawie. Od 1938 r. nigdy nie odwiedził ojczyzny.